# Tucidide
Tucidide, figlio di Oloro, del demo di Alimunte (in greco antico: Θουκυδίδης?, Thūkydídēs; Alimunte, 460 a.C. circa – Atene, dopo il 404 a.C., ma, secondo altri, dopo il 396 a.C.), è stato uno storico e militare ateniese, uno dei principali esponenti della letteratura greca grazie al suo capolavoro storiografico, La Guerra del Peloponneso, che insieme all'opera erodotea costituisce una delle fonti principali a cui gli storici moderni hanno attinto per ricostruire alcuni eventi della storia dell'antica Grecia.
Questo accurato resoconto sulla grande guerra tra Atene e Sparta (431 - 404 a.C.) è considerato - in termini di modernità - uno dei maggiori modelli narrativi dell'antichità, sicuramente uno dei primi esempi di analisi degli eventi storici secondo il metro della natura umana, con l'esclusione quindi dell'intervento di ogni divinità.

## Biografia
Tucidide nacque nel demo attico di Alimunte presso Atene, si pensa intorno al 460 a.C., dalla nobile famiglia dei Filaidi: il padre era Oloro, del demo di Alimunte, imparentato con Cimone, figlio di Milziade. La madre si suppone fosse una certa Egesipile, sebbene non sia chiaro da quali fonti gli studiosi dell'epoca operanti ad Alessandria ricavarono tale notizia. Fervente sostenitore dello statista Pericle, egli ricoprì la carica di stratega della flotta di Atene nella guerra contro Sparta sul mare Egeo settentrionale.
Accusato di tradimento per aver fallito la spedizione di soccorso alla battaglia di Anfipoli, Tucidide fu cacciato da Atene (o scelse volontariamente di andarsene), vivendo in esilio in Tracia, dove si crede abbia trascorso 20 anni. Secondo altri rimase in Atene, ma restando escluso dalla vita politica.
Secondo Luciano Canfora, Tucidide non sarebbe stato scacciato, anzi era presente ad Atene nel 411, forse partecipe del tentativo di colpo di Stato oligarchico, e avrebbe assistito al processo contro il suo principale artefice, Antifonte. Quindi, egli avrebbe lasciato Atene e, ritiratosi in Tracia, avrebbe frequentato la corte del re macedone Archelao I a Pella insieme ad altri fuoriusciti come Euripide.
Nei lunghi anni di esilio (oppure di permanenza in incognito ad Atene) Tucidide riordinò i suoi scritti raccogliendoli nella sua articolata e sofferta opera: un insieme di otto libri che compongono la Guerra del Peloponneso, profondo e analitico resoconto cronologico del conflitto che oppose fra il 431 a.C. e il 404 a.C. Sparta ed Atene, le due massime potenze greche, entrambe in competizione per il predominio sulle poleis dell'antica Grecia.

## La concezione storiografica

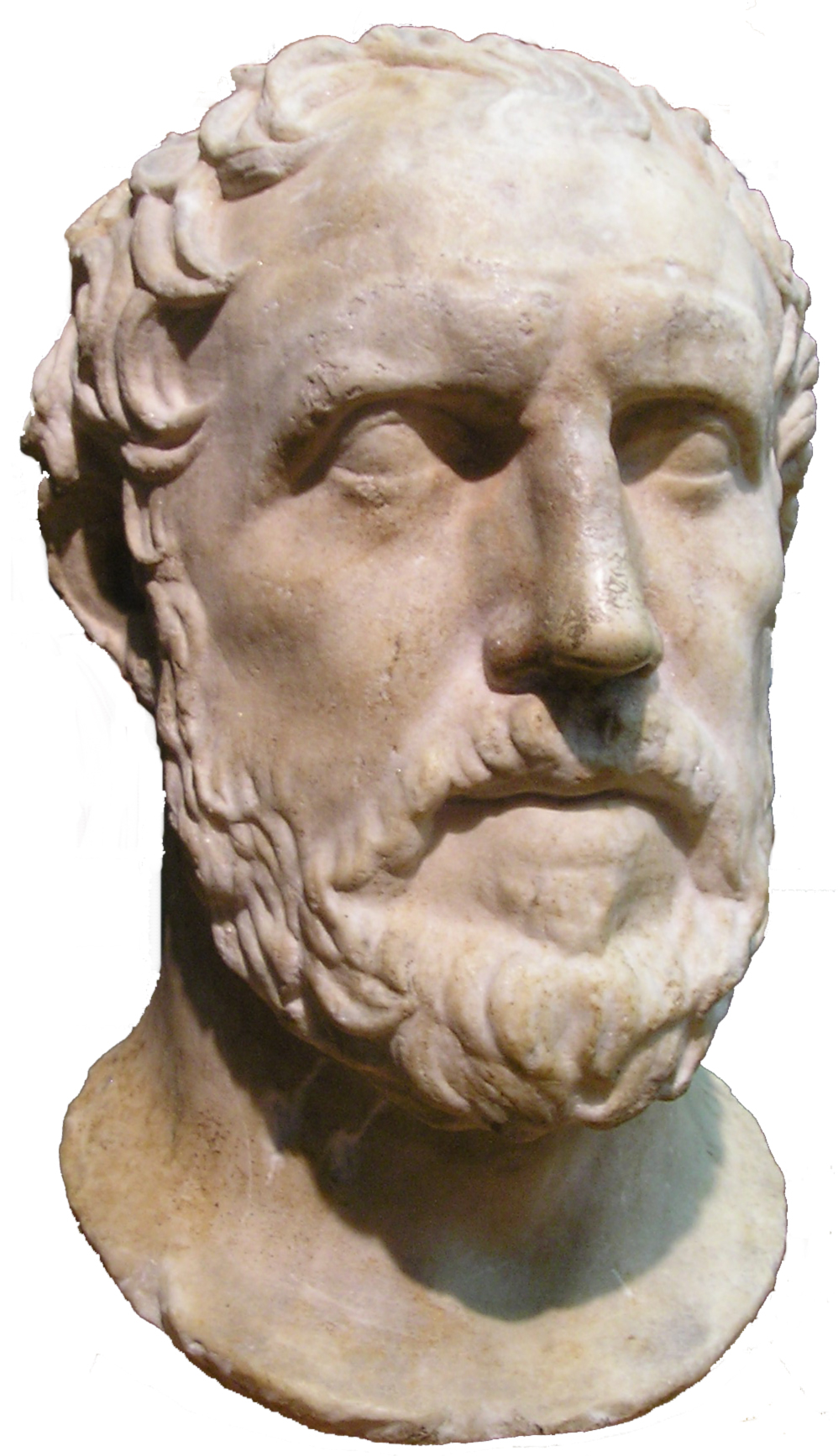
Busto di Tucidide

Secondo Tucidide lo storico ha il compito di fornire, a chi partecipa e guida la vita politica della comunità, gli strumenti per interpretare il presente e prevedere gli sviluppi futuri dei rapporti tra le poleis.
Tale previsione è resa possibile, egli ritiene, dal fatto che esiste, nella storia umana, una costante fondamentale, che è la natura (φύσις, "physis"): data l'esistenza di questa costante, è possibile delineare l'esistenza di leggi che regolano deterministicamente il comportamento degli uomini aggregati socialmente prendendo spunto dalla concezione ippocratica della medicina.
La principale caratteristica della natura umana è il desiderio inesauribile di accrescimento, che non può essere né limitato né contrastato se non da una forza uguale e contraria. L'accrescimento (αὔξησις, "áuxesis"), ossia la tendenza ad aumentare la propria potenza, è il tratto caratteristico e indissolubile della società umana organizzata politicamente: di conseguenza, quando, all'interno di un territorio circoscritto geograficamente, si vengono formando due centri di potere - nel caso greco le due poleis di Sparta e Atene - è certo che queste due entità tenderanno ad accrescere la propria forza, ad espandersi, a sottomettere le poleis più deboli, finché le reciproche sfere di influenza entreranno inevitabilmente in conflitto. Non sono possibili altri esiti, se non la guerra di annientamento: trattati di pace, accordi di convivenza, alleanze potranno avere luogo, ma solo per tempi e modi limitati, perché il desiderio di accrescimento non può che comportare il desiderio di annientare il rivale.
L'analisi di Tucidide spiega la guerra del Peloponneso e questo è lo strumento di indagine che Tucidide fornisce agli storici e ai cittadini della polis: in ogni tempo e in ogni luogo, la politica si esplicherà attraverso rapporti di forza e la guerra sarà il naturale esito del confronto tra due centri di potere collocati all'interno di uno stesso territorio.
Riconoscendo la centralità della guerra nella storia umana, Tucidide riconosce anche l'importanza delle basi materiali grazie alle quali gli uomini si fanno la guerra, vale a dire il denaro. Senza denaro non si fa la guerra. Tucidide lo afferma esplicitamente all'inizio della sua opera nei discorsi pronunciati da Archidamo a Sparta e da Pericle ad Atene, i quali considerano le riserve finanziarie l'elemento essenziale per sostenere una guerra di grandi dimensioni. Senza di esse non è possibile armare un esercito, pagare i soldati, costruire una flotta, sostenere un assedio. In Tucidide la storia è diretta dagli uomini e dalle risorse materiali, non dagli dei o da considerazioni di ordine diverso.

## Opere e discorsi (Ἔργα καί λόγοι)

### LaGuerra del Peloponneso
I libri che compongono il racconto di Tucidide - redatti in maniera non sequenziale - sono tramandati, come del resto quelli di Erodoto, sotto il nome seriore di Storie o, semplicemente, Guerra del Peloponneso.
L'opera distingue e tratta tre fasi del conflitto: 1) lo scontro tra i due colossi Atene e Sparta dal 431 a.C. al 421 a.C. (anno della pace stipulata dall'uomo politico e generale ateniese Nicia); 2) la sventurata spedizione ateniese in Sicilia iniziata nel 415 a.C. e conclusa nel 413 a.C. con la distruzione della flotta nel porto di Siracusa da parte delle truppe del comandante spartano Gilippo; 3) la prosecuzione del conflitto fino al 411 a.C.
Nelle intenzioni di Tucidide la narrazione sarebbe dovuta proseguire fino al 404 a.C., cioè fino alla fine della guerra del Peloponneso. Nell'indagine condotta da Canfora si presume che una parte finale del resoconto di Tucidide, quello relativo agli anni 410 - 404, sia da identificare nel I e II libro delle Elleniche di Senofonte.

## Contenuto delle Storie
- I Libro: si apre con una sezione denominata "Archeologia" che sintetizza la storia della Grecia a partire dai primi abitanti fino all'età di Tucidide. Segue una premessa metodologica utile per comprendere l'opera, in quanto l'autore chiarisce il fine che si è proposto e il metodo di indagine utilizzato. Si passa poi agli antefatti che portarono all'ostilità tra Atene e Sparta.
- II Libro: descrive i primi tre anni di guerra peloponnesiaca (431-429 a.C.). Qui si narra di Pericle e, di notevole importanza è l'orazione funebre tenuta dal medesimo, per commemorare i caduti del primo anno di guerra.
- III Libro: copre il periodo dal 428 al 426 a.C., durante il quale gli spartani invasero per la terza volta l'Attica e rasero al suolo Platea, dopo aver massacrato la popolazione locale. Importanti sono anche i fatti di Corcira che spinsero Tucidide a riflettere sul sovvertimento di tutti i valori umani a causa della guerra.
- IV Libro: protagonista di esso è il triennio 425-423 a.C., l'Attica viene invasa nuovamente dagli spartani, la guerra in Sicilia viene momentaneamente conclusa, e gli Ateniesi ottengono alcuni successi.
- V Libro: esso si spinge fino al 416 a.C. La tregua tra Sparta e Atene durò meno di sette anni, provocata da violazioni da parte di entrambe. Fatto peculiare di questo libro, è che esso dà l'impressione di essere stato solamente abbozzato.
- VI-VII Libro: sono dedicati alla narrazione dell'impresa in Sicilia con una breve introduzione sulla storia dell'isola.
- VIII Libro: l'ultimo libro narra degli avvenimenti compresi tra il 413-411 a.C. La narrazione si sofferma inoltre sul colpo di Stato dei Quattrocento che rovesciò la democrazia Ateniese e impose l'oligarchia.

### Il metodo
Tucidide indicò con chiarezza i suoi criteri metodologici (Hist. I, 20, 23), in due principi generali, fili conduttori di tutta l'opera.
1. Una concezione ciclica della storia, dalla quale deriva la necessità di conoscere il passato per poter comprendere il presente e, nei limiti dell'umano, prevedere il futuro; la storia quindi è κτῆμα ἐς αἰεί (Ktêma es aiei, possesso perenne), ha cioè dei principi universali che sono validi per ogni epoca.
2. L'intento di comporre un'opera storiografica assolutamente libera da esigenze estetiche delle akroaseis, ma basata sul vaglio critico delle fonti, lontana dunque da quella di Erodoto incentrata ancora sul mito e sul trascendente; la storiografia tucididea infatti circoscrive il suo campo d'azione ad eventi recenti, ricorrendo all'αὐτοψία (autopsía "attestazione personale"), processo che implica l'inserimento di eventi vissuti in prima persona dall'autore: caratteristico in questi frangenti è l'uso del verbo greco οἶδα (óida "so per aver visto)".

In piena fedeltà a questi principi, lo storico si propone di indagare in primo luogo i fatti, τὰ πραχθέντα (ta prachthenta), descrivendo con questo termine due categorie:
- Τὰ ἔργα ("le azioni"): le azioni vere e proprie innescanti l'evento.
- οἱ λόγοι ("i discorsi"): i discorsi dei protagonisti che ne costituiscono la premessa o la conseguenza, attraverso cui Tucidide analizza psicologicamente l'autore, cercando di scoprire le cause che lo muovevano.

Le azioni, dunque, sono, all'occhio dello storico, frutto di decisioni umane, preparate, difese o giustificate attraverso λόγoι. Le azioni sono causate da tre motivi della physis umana:
- Tὸ δέος la paura, l'istinto di autoconservazione dell'uomo che lo spinge a compiere azioni terribili pur di salvare la propria vita.
- Ἡ τιμή il desiderio di onore e prestigio.
- Ἡ ὠφελία l'utilità.

In nome del primo, l'uomo è portato a difendersi, per i restanti ad attaccare, con un unico risultato; la guerra.Tucidide si distacca così dal resto della logografia greca, gettando le basi per la storiografia moderna.
Tucidide ritiene che la storiografia, rifiutando qualsiasi interpretazione filosofica e religiosa, possa giungere a delle conclusioni generali attraverso uno studio dettagliato dei fatti particolari. Egli vuole raggiungere la verità (ἀλήθεια) senza aggiunte e deformazioni, senza elementi mitici e dilettevoli. Mentre la storiografia di Erodoto trovava la sua base nel trascendente, nella volontà o nel capriccio degli dei, per Tucidide i fatti hanno la loro spiegazione in se stessi. Egli ha scoperto la politica come sfera autonoma dell'attività umana. Il movente ultimo che sta alla base della storia è la brama di potere dei singoli stati e, nella narrazione dei fatti, Tucidide mostra di essere un acuto osservatore della psicologia collettiva. Egli porta sulla scena le individualità come attori della storia e le caratterizzazioni dei personaggi sono quindi indirette (rari sono i casi in cui dà un giudizio diretto sui personaggi).

## I discorsi
I discorsi sono la testimonianza che Tucidide, nonostante il carattere scientifico della sua opera, subì una certa influenza da parte della cultura orale-aurale tipica dell'epoca. Ai discorsi egli attribuisce tale importanza da ritenere che i lettori dovessero essere informati circa i criteri su cui si è basato per la loro stesura.
Essi vengono espressi in forma diretta e si mostrano uno strumento necessario per la ricerca del vero, in quanto il loro scopo è quello di rendere il più verosimile possibile quanto fu effettivamente detto in determinate circostanze. Risultano, così, lontani dai discorsi di impronta sofistica. Evitano allo storico di intervenire personalmente nella narrazione, contribuendo così a conferire un'impressione di distacco e imparzialità, in quanto sono gli stessi personaggi a spiegare i motivi, i retroscena, le cause e le finalità degli avvenimenti.
A proposito dell'attendibilità storica discutibile dei dialoghi riportati, sappiamo con certezza - ed è lui stesso a specificarlo - che Tucidide si è limitato a immaginare ciò che avrebbe potuto dire ciascuna parte nella singola questione: “Quanto ai discorsi… era impossibile a me ricordare esattamente quello che io stesso udii, e impossibile era agli altri che da altre parti me li riferivano: ma, come mi sembrava che ciascuno avrebbe dovuto dire nelle varie occasioni, così ho detto, attenendomi il più possibile alla sostanza dei discorsi veramente pronunciati”.
L'esposizione di essi rappresenta quindi altro livello di ricerca del vero, tuttavia essi sono caratterizzati da una costante tensione interna e dalla ricerca del pathos.
In tal senso Tucidide fallisce il suo obiettivo di tenersi lontano dagli influssi dell'epica, in quanto l'argomento delle Storie ha una natura epica per il ruolo svolto dai casi "dolorosi".
La tipologia dei discorsi è dimostrativa e agonale. I discorsi dimostrativi descrivono eventi o situazioni che si prestano a considerazioni di tipo ideologico e politico; i discorsi agonali enunciano tesi per poi confutarle con argomentazioni opposte. Tucidide inseriva i discorsi (lògoi) specialmente per analizzare contestualmente le vari correnti di pensiero che si dibattevano, che "dialogavano" (dià + lògos) nei momenti cruciali della storia. A quanto viene riportato da Luciano Canfora, i discorsi nelle opere tucididee sono "un formidabile strumento di interpretazione della storia, di comprensione delle sue modalità, delle sue tendenze e dei suoi valori colti nel momenti in cui assurgono alla consapevolezza e si pongono in un urto dialettico".
Un esempio di questi discorsi è quello tenuto da Pericle per commemorare i caduti del primo anno di guerra. Tucidide ne trae spunto per intessere l'elogio della potenza e della vita culturale di Atene, "maestra dell'Ellade". O ancora, abbiamo, ad esempio, il dialogo tra Nicia ed Alcibiade a proposito della spedizione contro la Sicilia. 

## Il dominio della Tyche all'interno delle Storie
Nonostante l'assoluta centralità dell'uomo nelle Storie, l'agire umano incontra un ostacolo nell'intervento della Tyche (Τύχη), la Fortuna, intesa come variabile drammaticamente connessa al corso degli eventi terreni.
Perciò la fallibilità umana è uno degli elementi della natura mortale, "Per natura degli uomini, sia come privati cittadini sia come organismo politico, sono indotti a errare e non esiste legge che glielo possa impedire" (3,45,3).
La Tyche perciò veglia affinché l'uomo non creda di poter dominare il futuro. Anche la storia fornisce una casistica di eventi tanto ampi da creare la certezza che esistono alcuni punti fermi definibili come leggi, nonostante il futuro non si possa prevedere.

## Lo stile di Tucidide
Tucidide non è un autore di facile lettura: il carattere speculativo della sua opera trova infatti espressione in una prosa densa e irregolare, con periodi complessi. Le caratteristiche peculiari del suo stile sono un ampio uso di variatio e di antitesi. Tucidide inoltre - contrariamente a Erodoto, che si era preoccupato di esprimersi in modo semplice - indulge all'andamento narrativo.
Altro punto rilevante del suo stile lo troviamo nella contrapposizione tra il "clinico" distacco nei confronti della realtà narrata in taluni passi, e invece un'intima partecipazione emotiva ai fatti descritti in altri. Esempi significativi di ciò sono la descrizione della peste di Atene, nella quale lo storico adotta il primo stile, e il tragico episodio della spedizione ateniese in Sicilia, in cui invece mostra, seppure con la consueta compostezza, tutto il suo rammarico per la drammatica sorte dei soldati compatrioti.
Il suo stile risultava complesso anche per gli antichi commentatori, come Dionigi di Alicarnasso, il quale non condivideva la fama dello storico.

## Tucidide e la sofistica
Pur risultando eccessivo parlare di una dipendenza del pensiero di Tucidide da quello dei sofisti, con questi egli ebbe in comune l'intento paideutico indirizzato alla formazione dell'uomo politico: infatti a chi governa sono necessari dei piani d'azione razionali e fondati sulla conoscenza della realtà, perciò a questi risulteranno preziose le indicazioni provenienti dalle riflessioni circa i principi ricavabili dal racconto di Tucidide.
Il più importante principio è la relatività della nozione di "giusto", affermata dagli Ateniesi ai Meli che chiedono loro di essere ascoltati sul tema della giustizia: "sappiamo, noi e voi, che nelle discussioni fra gli uomini ciò che è giusto funge da metro di giudizio solo se tra le parti vi è un uguale stato di necessità, altrimenti i più potenti vanno avanti per quanto possano e i più deboli cedono di altrettanto".
Tale realismo assoluto e cinico sembra quasi anticipare il pensiero machiavellico ed è scaturito dalla guerra del Peloponneso: come racconterà l'autore, si tratta di una guerra combattuta senza esclusione di colpi.

## Il pensiero politico di Tucidide
Dato il criterio di imparzialità che lo scrittore si pone, potrebbe risultare difficile ricostruirne il pensiero politico, che può, tuttavia, essere compreso da un brano in particolare: le demagogie di Pericle. Tucidide infatti esprime, anche se discretamente, un apprezzamento dell'opera dello statista ateniese: difatti, di quest'ultimo apprezzava le scelte politiche e l'organizzazione dello stato, facendo così trasparire il proprio pensiero, moderato e conservatore allo stesso tempo. Una sorta di conciliazione tra democrazia ed autorità dello stato.
Pericle è il «primo cittadino di Atene» descritto da Tucidide, colui che riabilita la figura di Temistocle e la proiezione marittima data alla città che lo aveva ostracizzato e accusato di tradimento.
Tucidide (II 65) elogia Pericle sostenendo che la sua scelta di non cercare lo scontro campale con gli Spartani e limitarsi a saccheggiare le coste nemiche sfruttando la propria superiorità navale costituiva una saggia decisione che alla lunga avrebbe sfiancato il nemico e assicurato la vittoria finale di Atene. Secondo lo storico, tuttavia, gli Ateniesi non seguirono scrupolosamente le indicazioni di Pericle e dopo la sua morte si lanciarono in imprese troppo ambiziose, prima fra tutte la spedizione in Sicilia, la quale si concluse in un disastro e privò Atene delle sue migliori risorse umane e materiali accelerandone la sconfitta militare. Si tratta di una secca condanna della politica seguita dai democratici radicali dopo la morte di Pericle. Tra i personaggi più invisi a Tucidide vi erano i demagoghi Cleone ed Iperbolo, fortemente stigmatizzati nell'opera dello storico.
Tucidide si rivela essere un democratico moderato quando definisce la costituzione dei Cinquemila del 411 a.C. come la migliore forma di governo mai avuta da Atene. Si trattava di una giusta commisurazione di democrazia e oligarchia (metria xynkrasis), che tuttavia ebbe vita breve, poiché nel 410 a.C. fu restaurata la democrazia radicale.
Per Tucidide, inoltre, l'uomo politico deve conoscere le istanze razionali ed emotive che coesistono nell'essere umano e deve saperle conciliare anche con l'elemento della "casualità".

## La "trappola di Tucidide"
La trappola di Tucidide è un'espressione usata per descrivere la tendenza di una potenza dominante a ricorrere alla forza per contenere una potenza emergente. La trappola, quindi, consiste nel cedere alla paura di perdere il primato e considerare ineluttabile lo scontro. A coniare l'espressione è stato nel 2012 il politologo di Harvard Graham Tillett Allison Jr. nel suo libro Destined for war.

## Edizioni
- Thucydidis Historiae, 3 voll., recensuit Ioannes Baptista Alberti, Romae, typis Officinae polygraphicae, 1972-2000.
- Tucidide. La guerra del Peloponneso, saggio introduttivo di Renzo Tosi, traduzione e note di Pietro Rosa, Santarcangelo di Romagna (RN), Rusconi Libri, 2016.